# Rorea aucklandensis
Rorea aucklandensis là một loài nhện trong họ Amphinectidae. Loài này phân bố ở Aucklandeilanden.